# Makan Traoré
Makan Traoré (Royan, 8 de octubre de 2000) es un deportista francés que compite en boxeo. En los Juegos Europeos de Cracovia 2023 consiguió una medalla de bronce en la categoría de 71 kg.

## Palmarés internacional
| Juegos Europeos | Juegos Europeos     | Juegos Europeos   | Juegos Europeos |
| Año             | Lugar               | Medalla           | Categoría       |
| --------------- | ------------------- | ----------------- | --------------- |
| 2023            | Nowy Targ (Polonia) | Medalla de bronce | 71 kg           |